# NGC 4922
NGC 4922 este o galaxie seyfert situată în constelația Părul Berenicei. A fost descoperită în 19 aprilie 1865 de către Heinrich Louis d'Arrest. Se află la o distanță de 107,2 megaparseci de Pământ.